# 桜庭和志
桜庭 和志（さくらば かずし、1969年7月14日 - ）は、日本の男性プロレスラー、総合格闘家、日本ブラジリアン柔術連盟スペシャルアドバイザー。ハイタイド所属。秋田県南秋田郡昭和町（のちの潟上市）出身。UFC-Jヘビー級トーナメント優勝。UFC殿堂入り。
1997年にUFC Japanのヘビー級トーナメントで優勝。1998年以降、PRIDEなどで総合格闘家として活躍し、2012年にプロレスラーに転向。2017年に日本人として初のUFC殿堂入り。2018年に寝技格闘技イベントQUINTETを創設し、同イベントの運営会社「ラバーランド」の代表を務めている。

## 来歴
小学生のころにタイガーマスクに憧れ、レスリングの名門秋田市立秋田商業高等学校のレスリング部に入部、1987年の学校対抗戦では5番手の70kg級で活躍し全国高校選抜3位、高校総体準優勝 、個人では全国高校生グレコ選手権で3位入賞の実績を残す。中央大学レスリング部では主将を務めた。卒業後はスポーツクラブのインストラクターに就職が内定していたが、留年したため内定を辞退。留年した二度目の4年生のときにUWFインターナショナルに入門し大学を中退した。

### UWFインターナショナル
1992年7月にUWFインターナショナルへ入門した。当初桜庭はプロフェッショナルレスリング藤原組の入団試験を受けるつもりだったという。UWFインターではレスリング技術に加えて、打撃と関節技を習得する。1993年8月13日の日本武道館大会でスティーブ・ネルソンを相手にプロデビューする、Uインター在籍中はキックボクサーのレネ・ローゼ、UFCファイターのキモらとも対戦した。95年には新日本プロレスとの対抗戦に度々出場。金原弘光と組んで永田裕志、石澤常光とのタッグマッチも経験している。この試合は、4人が卓越したレスリングの技術を駆使したことで完成度は高く、以降「伝説の第一試合」と呼ばれている。またこの時期はサソリ固めを得意技にしており、さらに技を掛ける時は大声を出して気合を入れるなど、総合格闘技時代の冷静な試合運びとは対照的な戦い方をしていた。一夜限りのプロレス復帰を果たした2000年12月31日のINOKI BOM-BA-YE 2000でも技をかける際に大声を出している。K-1のリングで行われたパトリック・スミス戦から半年ぶりにUWFインターのリング復帰となった田村潔司の刺客として前座で3連戦を行った。Uインターは1996年12月に解散している。

### キングダム
Uインター所属選手のほとんどが参加した新団体キングダムへ移籍。キングダムはオープンフィンガーグローブを着用した顔面殴打ありのルールを採用した団体で、桜庭にとってはUWFルールからPRIDEルールへの橋渡しとなった。所属選手の他、UFCに出場経験があるキックボクサーの強豪、オーランド・ウィット、モティ・ホレンスタインらと試合を行っている。1997年12月21日、怪我で欠場した先輩の金原弘光の代役として急遽、UFC Japanヘビー級トーナメントに出場。カーウソン・グレイシー柔術黒帯の強豪、マーカス・コナンに腕ひしぎ十字固めで一本勝ちし、UFC-J王者となった。このとき「プロレスラーは本当は強いんです」と発言し、認知度が上がる切っ掛けとなった。なお、このトーナメントは日本大会限定で行われたため、UFCの正式な王者となったわけではない。

### PRIDE

#### グレイシー一族撃破
1998年に高田延彦主宰の髙田道場へ移籍。PRIDE.2のヴァーノン・"タイガー"・ホワイト戦でPRIDEデビューした。
1999年4月29日のPRIDE.5では前年にヴァンダレイ・シウバをKOしたばかりのビクトー・ベウフォートに判定勝利。PRIDE参戦後はアラン・ゴエス戦（PRIDE.4）での引き分けを挟んで、ヴァーノン・ホワイト（PRIDE.2）、カーロス・ニュートン（PRIDE.3）、ビクトー・ベウフォート（PRIDE.5）、エベンゼール・フォンテス・ブラガ（PRIDE.6）、アンソニー・マシアス（PRIDE.7）に5連勝を飾り、ミドル級のトップコンテンダーに登りつめた。11月21日のPRIDE.8ではメインイベントに登場し、当時不敗神話を誇っていたグレイシー一族の一人、ホイラー・グレイシーとの対戦。1Rから15 kgの体重差を生かしてホイラーのタックルを切り続け上になった桜庭は猪木アリ状態からのローキックでダメージを与えていく。2Rも優勢は変わらず、引き込んだホイラーにハーフガードからチキンウィングアームロックを極めた。ホイラーはタップせず、セコンドのヒクソン・グレイシーもタオルを投げなかったため、島田裕二が試合をストップした。ホイラー陣営は猛抗議するものの裁定は覆らず、桜庭はマイクアピールで「あそこからどうやって逃げたのか知りたいです。次はお兄さん僕と勝負してください」とヒクソンに対戦を要求した。
2000年1月、「PRIDE GP 2000」に出場。ガイ・メッツァーの試合放棄という幕切れで1回戦を突破すると、5月の決勝大会ではホイス・グレイシーとの対戦が決定した。ホイラー戦での裁定に不満を持つホイスはルール変更を要求、桜庭も受諾し、15分無制限ラウンド・レフェリーストップおよび判定無しで行われることになった。試合は1時間を超す長丁場となったが、桜庭はホイスの道衣を脱がせようとするなどして翻弄。桜庭がホイスの左足にローキックを蹴り続けたダメージで7R開始直前にホリオン・グレイシーがタオルを投入し、桜庭の勝利で実に90分に及ぶ死闘に終止符が打たれた。その後準決勝に進出するものの消耗が激しく、イゴール・ボブチャンチン戦では中盤から劣勢を強いられた。1R終了後の判定ではドローとなったものの、桜庭陣営がレフェリーにタオルを投入し、TKO負けとなった。8月27日、PRIDE.10でヘンゾ・グレイシーと対戦、バックを捕られるもアームロックでヘンゾの左腕を脱臼させTKO勝ち。12月23日のハイアン・グレイシー戦ではハイアンが直前に怪我した為、試合時間が10分1Rに変更された。試合は桜庭が終始優位に立って判定勝ちを収めた。ホイラー、ホイス、ヘンゾ、ハイアンらグレイシー一族相手に4連勝を果たした。また、ただ勝利するだけでなくファンを喜ばせるために戦うというファイトスタイルが高く評価された。桜庭の活躍と共にPRIDEは大きく成長を遂げ、2000年の桜庭はPRIDEのエースとして全盛期を迎えていたといえる。同年はプロレス大賞・敢闘賞を受賞した。

#### ヴァンダレイ・シウバとの闘い - PRIDE離脱
2001年3月25日、PRIDE.13でヴァンダレイ・シウバと初対戦し、この大会から解禁されたサッカーボールキックでTKO負け。再起戦となったPRIDE.15では初参戦のクイントン・"ランペイジ"・ジャクソンと対戦、ジャクソンのパワーに苦戦するも、最後はスリーパーホールドで一本勝ちを収めた。11月3日、PRIDE.17でPRIDEミドル級王座が新設され、同時にPRIDEミドル級の設定が93 kgとルールに追加された。当時の桜庭の通常体重は85 kg前後で、桜庭が希望していたミドル級は90 kg以下だったが、以後のPRIDEで、桜庭はこの条件で戦っていくことになった。PRIDE.17ではミドル級王座を賭けてヴァンダレイ・シウバと再戦するが、シウバの投げでマットに叩きつけられた際に左肩を脱臼しTKO負けで王座獲得に失敗した。
2002年8月28日にはDynamite!のメインイベントでミルコ・クロコップと対戦、下からの蹴り上げで眼窩底骨折に追い込まれ、ドクターストップによるTKO負けを喫した。総合格闘技でのキャリア初の連敗となった。その後も膝と肩に慢性的な故障を抱え、出場が不安定な時期が続く。ホイスを破った2000年からこの時期にかけては、後述のローカルのミニ番組ながら冠番組の『39 LOVER'S』を持ち、『情熱大陸』や『トップランナー』、CMにも出演し、国税庁発表の高額納税者公示制度では2001年度に納税額2638万円、推定年収7755万円に。2002年度にも納税額1014万円で、推定年収3336万円でランクインした。11月24日、PRIDE.23で左足腱断裂、右目眼窩底骨折が完治しないまま強行出場。ジル・アーセンに勝利した。
2003年3月16日、肩と膝の負傷を乗り越え完全復帰。PRIDE.25で、ニーノ・シェンブリと対戦。激しい打撃でシェンブリの顔面に裂傷を起こしたが、1R膝蹴りでTKO負けを喫した。8月10日、ミドル級グランプリに出場、シウバと3度目の対戦が行われた。この試合は桜庭が大幅に体重を増量させて挑んだ一戦であった。試合はスタンドで打ち合う展開が続くが、1R5分、桜庭のローキックにシウバのカウンターの右フックを打ち込まれて失神KO負け、対シウバ戦3連敗となった。12月31日、PRIDE SPECIAL 男祭り 2003のメインイベントでアントニオ・ホジェリオ・ノゲイラと対戦した。負傷中の身ながら時間切れまで追い込んだが、判定負けを喫した。開催前には、UWFインターナショナル時代の先輩である田村潔司との対戦オファーがあるも、田村が準備期間の短さを理由に拒否したため実現しなかった。
2004年6月20日、PRIDE GRANDPRIX 2004 2nd ROUNDにおけるワンマッチに2004年唯一の出場。ニーノ・シェンブリと再戦し3-0で判定勝ち。12月31日のPRIDE 男祭り 2004ではヴァンダレイ・シウバとの4回目の試合が予定されていたが、膝と肩の状態が悪く欠場した。
2005年2月20日のPRIDE.29で、アリエフ・マックモドと対戦し、精彩を欠いた勝利に終わった田村潔司に対し、リングサイドから「こんな試合じゃつまらないでしょう。田村さん、僕と勝負してください」とマイクアピールをしたこともあったが、田村は無言でうつむいたままリングから去っていくなど、対戦を何度か申し込むもなかなか実現には至らず。ミドル級グランプリに出場し、1回戦ではユン・ドンシクを1R26秒で破り、2回戦ではヒカルド・アローナと対戦。パワーと体重差の影響もあり劣勢に追い込まれ、アローナの膝蹴りの連打により流血、2R終了時には顔面が大きく変形する程のダメージを負った。自力で起き上がることもできず、タオルが投入された。試合後病院に搬送された。この試合を契機に主戦場としていた「ミドル級(-93 kg)」は桜庭の適正体重に比べて重すぎるので「ウェルター級(-83 kg)」に転向すればいいのではないのか、というファンや関係者からの声があがった。だが桜庭は「ミドル級より軽い階級には興味はない」と語っていた。8月、ブラジルに渡航しシュートボクセアカデミーで40日間に渡り出稽古を行う。PRIDE.30においてケン・シャムロックをシュートボクセ仕込みの打撃でTKOした際は、CBA会長のフジマール・フェデリコと抱きあって共に勝利を喜んでいる。12月31日、PRIDE 男祭り 2005で美濃輪育久と対戦し、アームロックでTKO勝ち。この試合が最後のPRIDE出場となった。
2006年、株式会社39を設立。3月31日、8年2か月所属した髙田道場を契約満了により退団。フリーランスとなり、高田道場時代の後輩の豊永稔、高橋渉、佐藤豪則と行動を共にする。

### HERO'S
5月3日のHERO'Sにおいて、前田日明の呼び込みからタイガーマスクを被りリングに登場。翌日に会見し、正式にHERO'Sへの参戦を表明した。なお、HERO'Sへの移籍表明の後、高田延彦から「彼とはもう酒も食事もすることは無い」と絶縁された。高田は絶縁の理由として、移籍そのものが原因ではなく、前もってではなく、移籍表明の後に挨拶に現れた桜庭について「筋が通っていない」とし、同時にPRIDEとK-1が敵対していた関係上、PRIDE統括本部長の役職を務めていた自らがHERO'Sの選手と親しくすることは立場上出来ないことを説明した。HERO'Sではそれまで各ラウンドを5分で行っていたが、桜庭の要求に伴い、桜庭の階級である85 kg級のライトヘビー級だけがPRIDEと同じく1R目を10分という変則的な形のルール変更が行われた。8月5日に行われたケスタティス・スミルノヴァス戦において顎を打ち抜かれ半失神状態にまで追い込まれたが、ケスタティスに執念の打撃を浴びせた後、腕ひしぎ十字固めで勝利した。試合中に桜庭は殴り倒されて意識が朦朧となるが、レフェリーはこの状態をダウンと取らず、ドントムーブから試合再開。この判断が物議を醸した。10月9日の準決勝で秋山成勲との対戦が決定するも、9月25日の練習中に嘔吐し、検査の結果、脳には異常が無かったが、椎骨脳底動脈血流不全と診断され欠場となった。12月31日、K-1 PREMIUM 2006 Dynamite!!のメインイベントで改めて秋山成勲と対戦。秋山の打撃のラッシュを浴び、上からパウンドをもらい続け、1R5分37秒TKO負けとなった。しかし、桜庭は試合序盤タックルに行った際に秋山の足が滑ると感じ、レフェリー梅木良則にタイムを要求したが受け入れられず、その後は秋山の打撃を一方的に浴び続けた。パウンドを浴び続けている間も桜庭はレフェリーに「滑る!」「反則だよ!」とアピールしたが受け入れられなかった。結局秋山のパウンドを受け続けている状態が危険と判断され、ゴングが鳴らされTKO負け（レフェリーのストップが先ではなく審判長によるストップ）となるも、桜庭は試合が止められた後も秋山を指さし、「すごい滑るよ!」などと怒りを露にした。数日後、秋山が試合前に全身にスキンクリーム（アメリカ製）を塗っていた事実が明らかにされ、この試合は秋山の反則行為によりノーコンテストとなった（詳細とその後は秋山成勲の頁を参照）。
2007年3月12日、HERO'S 2007 開幕戦でユーリー・"PLAY BOY"・キセリオから一本勝ちをとった試合後のMCで大晦日の試合内容には一切触れず、ファンに対しての謝罪にとどまった。4月8日、PRIDE.34のリング上にタイガーマスクの覆面姿で登場し、同時に田村もスーツ姿で登場した。この日がDSE代表として最後の興行となった榊原信行の夢のカードであったという田村との対戦を示唆した。6月3日、Dynamite!! USAでホイス・グレイシーと再戦したものの、0-3の判定負けを喫しリベンジを許した。しかしホイスは薬物検査で陽性反応が出ている。8月28日のHERO'S記者会見において、7月16日の大会で現役復帰を表明していた船木誠勝に「桜庭選手と試合をしてみたい」と対戦要求を受けた。9月頃に高橋渉、佐藤豪則らと自らのチーム「チーム桜畑」を結成。9月17日のHERO'Sで、「チーム桜畑」vs田村潔司のジム「U-FILE CAMP」の対抗戦も行われ、自らは柴田勝頼と対戦しテイクダウンを奪うとパウンドを連打、最後は腕ひしぎ十字固めで一本勝ちした。試合後、リング上で「次、船木さん試合お願いします」と船木の対戦要求に応え、更にリングサイドで観戦していたヒクソン・グレイシーに「お兄さん、そろそろ僕らも年なんで試合お願いします」と対戦を呼びかけた。12月31日、K-1 PREMIUM 2007 Dynamite!!のメインイベントで7年ぶりに復帰した船木誠勝と対戦し、チキンウィングアームロックで一本勝ちを収める。
2008年4月1日、東京都品川区に自身の総合格闘技ジム「Laughter7」をオープン（「桜畑道場」としての仮オープンは2007年12月3日）。

### DREAM
4月29日、DREAM.2のミドル級グランプリ1回戦でアンドリュース・ナカハラと対戦し、フェイスロックで一本勝ち。6月15日、DREAM.4の2回戦でメルヴィン・マヌーフと対戦し、TKO負け。序盤のマヌーフのハイキックを受けた際に左腕尺骨を骨折した。12月31日、Dynamite!! 〜勇気のチカラ2008〜のメインイベントで田村と12年半ぶりに対戦し、判定負けを喫した。ちなみに桜庭はこの時の入場では、仮面ライダーをモチーフとした演出がされた。
2009年10月6日、DREAM.11で現役プロボクサーのルビン"Mr.ハリウッド"ウィリアムズと対戦し、アームロックで一本勝ち。大会3日前の10月3日に出場が発表されるという緊急出場となった。10月25日、DREAM初のケージ開催となったDREAM.12に連続参戦、ゼルグ・"弁慶"・ガレシックと対戦し膝十字固めで一本勝ちを収めた。12月31日、Dynamite!! 〜勇気のチカラ2009〜の開会式に桜庭はエヴァンゲリオン初号機仕様のマスクを被って登場し、開会宣言を行った。この日に向けて三崎和雄戦も検討されていたが「試合ができるコンディションではない」として欠場した。2008年まで4年連続で大晦日興行のメインイベンターを務めていたが、試合への出場はなかった。
2010年5月29日、オクタゴンケージでの開催となったDREAM.14でハレック・グレイシーと対戦し、0-3の判定負け。9月25日、DREAM.16でジェイソン・"メイヘム"・ミラーと対戦し、1R序盤にパウンドからの肩固めで一本負け。生涯初の一本負けとなった。12月31日、Dynamite!! 〜勇気のチカラ2010〜でDREAMウェルター級王者マリウス・ザロムスキーに挑戦し、右耳の裂傷によりドクターストップ負けとなり王座獲得に失敗した。試合後、桜庭は応急処置を受けたのちにリング上で「すいません、耳がとれちゃいました」とコメントした。なお、階級をウェルター級に落としたためプロ初の大幅減量となった。
2011年9月24日、DREAM.17でヤン･カブラルと対戦し敗れる。12月31日、元気ですか!! 大晦日!! 2011に参戦、柴田とタッグを組んでIGFルールで澤田敦士、鈴川真一組と対戦し、11年ぶりにプロレス復帰。
経営危機が伝えられていたK-1とDREAMを主催していたFEGが2012年5月に破産。FEGは選手に総額約2億円のファイトマネー未払いを抱え、選手代理人のシュウ・ヒラタによれば、2011年10月時点でFEGと選手契約していた桜庭のファイトマネーは2年以上未払いだった。それにも関わらず桜庭は支払いを要求することがなかったといい、そればかりか同年にFEG社長だった谷川貞治がスタートした「Tany's Labo」のロゴデザインを手掛けている。

### 新日本プロレス

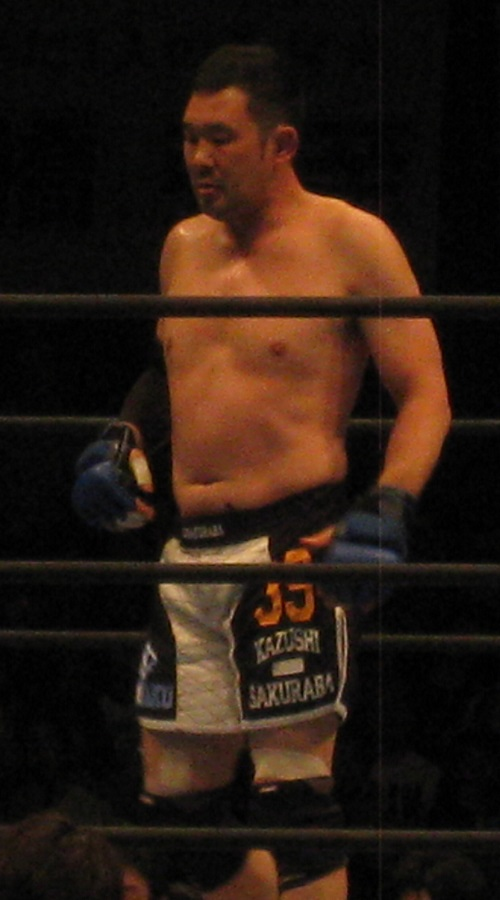
2013年

8月12日、桜庭は新日本プロレス主催の真夏の祭典「G1 CLIMAX」最終戦となる両国国技館大会に柴田と共に登場し、新日本に参戦することを表明した。9月23日、DESTRUCTIONにおいて、桜庭は柴田をパートナーに井上亘 & 高橋広夢組と対戦。以降、柴田と共に新日本のビッグマッチにのみスポット参戦している。11月11日、POWER STRUGGLEの第8試合に行われたIWGPインターコンチネンタル選手権試合、中邑真輔 vs カール・アンダーソンの試合後、勝利を収めた中邑が次の挑戦者として桜庭を指名し、桜庭もこれを受諾した。総合格闘技ジム「Laughter7」を11月末にオープンから4年半で閉鎖。FEGの倒産がなければ続けられたと桜庭は語っている。
2013年1月4日、レッスルキングダム7 ～EVOLUTION～ IN 東京ドームのダブルメインイベントに登場、中邑の保持するIWGPインターコンチネンタル王座に挑戦したが敗北を喫した。3月17日、柴田とのタッグで永田裕志 & 中西学組と対戦し、久々に永田と相対する。試合は桜庭が中西を三角締めでギブアップ勝ちを収めた。4月7日、INVASION ATTACKにて、再び永田とタッグマッチで対戦したが、レフェリーストップ負け。さらに試合中に永田の放ったバックドロップの受け身に失敗し、「右肘関節脱臼」と診断され欠場となった。7月20日、桜庭の地元である秋田市立体育館で復帰戦を行い、永田と初のシングルマッチで対戦、腕ひしぎ逆十字固めで永田からギブアップを奪った。10月14日、KING OF PRO-WRESTLINGで再び永田とシングルで対戦したが、永田のバックドロップホールドで敗北を喫した。試合後永田は翌年東京ドーム大会に参戦するグレイシー一族のダニエル・グレイシー & ホーレス・グレイシーの挑戦を受けることを宣言し、桜庭もこの永田のアピールに乗っかりタッグを結成した。11月9日、POWER STRUGGLEにて、CHAOSの矢野通 & 飯塚高史組を相手に快勝を収めた。
2014年1月4日、桜庭はレッスルキングダム8 IN 東京ドームにおいて、永田とのタッグでダニエル & ホーレス組と対戦したが、ダニエルが反則負けを喫し不透明決着となった。2月11日、THE NEW BEGINNING in OSAKAにて、再びグレイシー一族と相対するも道着を使用してのチョーク攻撃をホーレスに極められギブアップ負けを喫した。4月6日  両国大会でダニエル・グレイシーが中邑の保持するインターコンチネンタル王座に挑戦表明した際、桜庭もリングに上がり「僕もこいつらに借りがあるので」という理由で中邑とタッグを組むことを表明、中邑もこれを受諾した。5月3日 レスリングどんたくにおいて中邑とタッグを組みホーレス、ダニエル組と対戦したものの、ホーレスの胴着によるチョーク攻撃により2度目のタップ負けを喫した。5月25日 BACK TO THE YOKOHAMA ARENAにてホーレスグレイシーとシングルで対戦、試合中盤に桜庭は胴着を脱ぎ捨てさらにはジャーマンスープレックスなどのプロレス技を出し、サクラバロックでホーレスを捕獲、ホーレスはタップせずレフリーストップにより桜庭が勝利した。6月8日、矢野・邪道組 vs 鈴木みのる・飯塚組の試合後に、乱入し敗れた矢野・邪道組を救出しタッグを結成した（この時、矢野は桜庭に新作のDVDの出演を条件に出して、桜庭が考えとくという答えだったため組んだ）。それ以降、桜庭はCHAOSと共闘している。6月21日、矢野とのタッグで鈴木・飯塚組と対戦したが、矢野が鈴木のゴッチ式パイルドライバーに沈み敗北した。なお、試合後は桜庭も鈴木のゴッチ式パイルドライバーを食らった。11月8日、キドクラッチで鈴木から勝利したが試合後、鈴木が桜庭に「おい、これがオマエのやりたかったプロレスなのか、これがオマエのUWFかって聞いてんだよ!オマエのUWFにはカウント3があんのかよ!?おい!!どうなんだよ!!テメー、よえぇクセによ、コノヤロー!」と丸め込みによる勝利に喜ぶ桜庭に怒り、シングルマッチで3カウントなしの試合を要求した。さらに鈴木は、「そろそろよ、オマエ、オレと決着つけろ!パートナーなんかいらねぇんだよ!3カウントもいらねぇんだよ!オマエ、オレと勝負しろよ。やれんのか!ムリなのか、どっちだ!!テメーのプロレス出してみろオラ!!」などとまくしたて、桜庭に対し完全決着戦を突きつけた。
2015年1月4日、桜庭はレッスルキングダム9 IN 東京ドームにおいて3カウント・リングアウト勝ちなし、ギブアップ・レフェリーストップのみで勝負を決める完全決着ルールで鈴木と対決するも、レフェリーストップで鈴木に敗れ試合後に握手を求め、鈴木はこれに応じて2人で何か話したがその内容は不明である。4月5日、矢野通と組み棚橋弘至&柴田組と対決し、サクラバロックで柴田からギブアップを奪った。7月5日大阪城ホール大会で柴田との師弟対決を行うも敗れた。
2016年7月3日の岩手産業文化センターアピオ大会に出場後、新日本プロレスから離れている。

### RIZIN
2015年12月29日、RIZIN FIGHTING WORLD GRAND-PRIX 2015 さいたま3DAYSで青木真也と対戦し、タオル投入によりTKO負け。
2016年4月17日、RIZIN.1で所英男とタッグを組みヴァンダレイ・シウバ＆田村潔司組と「グラップリングダブルバウト」で対戦し、15分時間切れによるドロー。11月13日、韓国にて旗揚げする総合格闘技イベント「Apec FC」に、グラップリング及び柔術部門のアドバイザーに就任した。対戦経験のあるユン・ドンシクの依頼を受け、参加した。
2017年6月、UFC 212の大会中にアジア人として初のUFC殿堂入りがUFCより発表された。パイオニア部門の受賞。7月6日にラスベガスで開催された殿堂入り式典には紋付き袴で登場、プレゼンターはドン・フライが務めた。

### QUINTET
2018年2月1日、桜庭は記者発表を行い、寝技の魅力と団体勝ち抜き戦の面白さ、「小さい者が大きい者を倒す」という格闘技の醍醐味を観客と選手に楽しんでもらうコンセプトのグラップリング大会を立ち上げる。日本ブラジリアン柔術連盟の協力も得て、2018年4月11日、両国国技館でプロデューサー兼選手としてQUINTET.1を開催し出場した。大会はラスベガスでも開催され、世界中の寝技の強豪やMMAファイターがグラップリングマッチを行い、見事なテクニックを披露している。

### プロレスリング・ノア

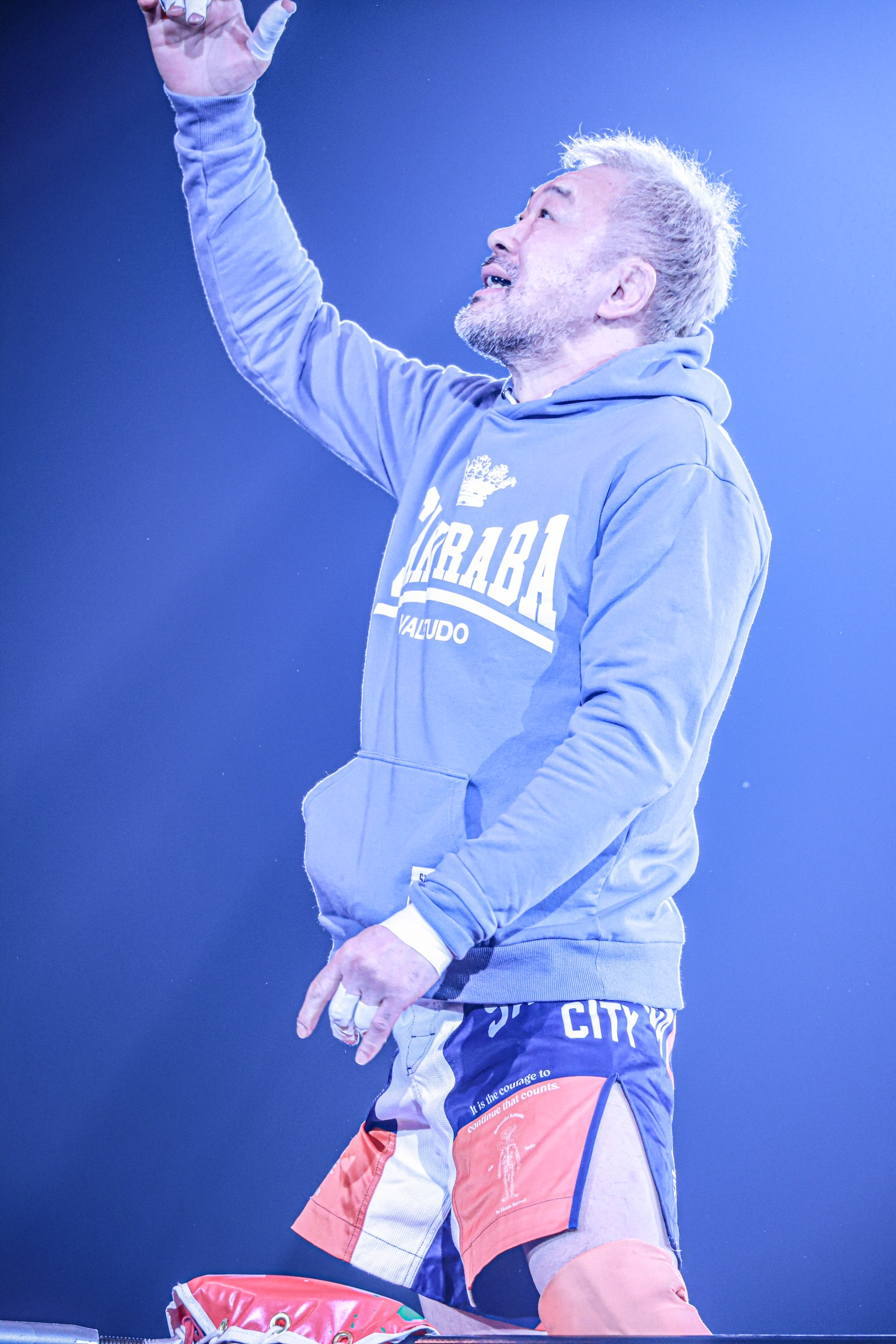
2023.01.22 Noah横浜アリーナ 桜庭和志選手

2019年9月16日、プロレスリング・ノアに、杉浦貴率いる杉浦軍のメンバーとして初参戦。NOSAWA論外、大原はじめと組み小川良成、鈴木鼓太郎、クリス・リッジウェイと対戦し、サクラバロックでクリスからタップを奪った。その後もビッグマッチ中心に参戦。12月27日の杉浦軍興行では杉浦と組み、藤田和之、鈴木秀樹と対戦するも試合途中で拳王率いる反体制ユニット金剛の乱入に会い、ノーコンテストとなった。その後、杉浦、藤田、鈴木組と拳王、マサ北宮、稲村愛輝組による試合が急遽組まれ、杉浦組が勝利した。
2020年8月30日には杉浦とのタッグでGHCタッグ王座を戴冠。プロレスキャリア初のタイトル戴冠となった。
2021年6月6日に開催されたCyberFight Festival 2021において、杉浦とタッグを組み、男色ディーノ、スーパー・ササダンゴ・マシンとの異色の対戦が実現している。同年にはN-1 VICTORYに参戦。1勝1敗1分で決勝トーナメント進出とはならなかった。

### その他
2024年6月22日「ブラッドスポーツ 武士道」に参戦、サンティーノ・マレラと対戦した。桜庭がマレラにコブラを繰り出すもスルーされてしまった、結果アキレス腱固めを極め勝利。7月28日に超RIZIN.3に息子の大世と共に登場し、大世のRIZIN参戦を発表した。

## 人物・エピソード
- イメージカラーはオレンジ。UWFインターナショナルとキングダムで先輩だった垣原賢人からたまたま借りたオレンジ色のコスチュームが似合っていたため、以後はスパッツなどでオレンジ色を愛用している[47]。自身のジムのLaughter7のリングもオレンジ色のマットを使用している[24]。
- 入場の際は観客席にマスクを投げ入れる。
- 親友であるプロ野球選手（2013年引退）の下柳剛とは、プロ野球のオフシーズンには自主トレーニングに桜庭が同行するなど多方面で交流があった[48]。下柳が桜庭のセコンドに付くことも多かった[49]。
- 喫煙者でもある[50]。
- 天田ヒロミは中央大学の後輩にあたる。
- 故郷に里帰りした際、母親が自分の試合を観た経験が無いことが判明した。桜庭は「自分の息子の仕事くらい憶えといてよ」と苦笑交じりに駄目出ししていた。
- あるアーティストの音楽に嵌るとそればかり聴き続けるという傾向がある。しかし何か特定の音楽ジャンルが好きというわけではなく、BOØWY、その前は石原裕次郎、さらにその前はデッド・オア・アライヴ (バンド)と多岐にわたっている。
- 海外遠征の際にDVDに録画して持って行くほど、タモリ倶楽部「空耳アワー」の愛好者。
- 生前のジャンボ鶴田とは所属団体こそ違ったものの中央大学レスリング部の先輩として、またアマレス界の大物からのプロレス入りした先駆者として、親交があったと著書に記している。
- 総合格闘技での入場の際、試合のコンセプトに合わせたコスプレをしたり、プロレス関連の小ネタを仕込むのが定番。
- 2019年11月30日、秋田県スポーツ大使に任命された。任命式はクインテットの大会に先立って行われ、秋田県知事から任命証と大使名刺を受取った。[51][52][映像 1]

## 戦績

### プロ総合格闘技
| 総合格闘技 戦績 | 総合格闘技 戦績 | 総合格闘技 戦績 | 総合格闘技 戦績 | 総合格闘技 戦績 | 総合格闘技 戦績 | 総合格闘技 戦績 |
| --------------- | --------------- | --------------- | --------------- | --------------- | --------------- | --------------- |
| 46 試合         | (T)KO           | 一本            | 判定            | その他          | 引き分け        | 無効試合        |
| 26 勝           | 4               | 19              | 3               | 0               | 1               | 2               |
| 17 敗           | 10              | 3               | 4               | 0               | 1               | 2               |

| 勝敗 | 対戦相手                              | 試合結果                                    | 大会名 | 開催年月日     |
| ×    | 青木真也                              | 1R 5:56 TKO（タオル投入）                   | RIZIN FIGHTING WORLD GRAND-PRIX 2015 さいたま3DAYS                                                          | 2015年12月29日 |
| ×    | ヤン・カブラル                        | 2R 2:42 肩固め                              | DREAM.17 | 2011年9月24日  |
| ×    | マリウス・ザロムスキー                | 1R 2:16 TKO（ドクターストップ：右耳の裂傷） | Dynamite!! 〜勇気のチカラ2010〜 【DREAMウェルター級タイトルマッチ】                                         | 2010年12月31日 |
| ×    | ジェイソン・"メイヘム"・ミラー        | 1R 2:09 肩固め                              | DREAM.16 | 2010年9月25日  |
| ×    | ハレック・グレイシー                  | 5分3R終了 判定0-3                           | DREAM.14 | 2010年5月29日  |
| ○    | ゼルグ・"弁慶"・ガレシック            | 1R 1:40 膝十字固め                          | DREAM.12 | 2009年10月25日 |
| ○    | ルビン・"Mr.ハリウッド"・ウィリアムズ | 1R 2:53 チキンウィングアームロック          | DREAM.11 フェザー級グランプリ2009 決勝戦                                                                    | 2009年10月6日  |
| ×    | 田村潔司                              | 2R（10分/5分）終了 判定0-3                  | Dynamite!! 〜勇気のチカラ2008〜                                                                             | 2008年12月31日 |
| ×    | メルヴィン・マヌーフ                  | 1R 1:30 TKO（パウンド）                     | DREAM.4 ミドル級グランプリ2008 2nd ROUND 【ミドル級グランプリ 2回戦】                                       | 2008年6月15日  |
| ○    | アンドリュース・ナカハラ              | 1R 8:29 フェイスロック                      | DREAM.2 ミドル級グランプリ2008 開幕戦 【ミドル級グランプリ 1回戦】                                          | 2008年4月29日  |
| ○    | 船木誠勝                              | 1R 6:25 チキンウィングアームロック          | K-1 PREMIUM 2007 Dynamite!!                                                                                 | 2007年12月31日 |
| ○    | 柴田勝頼                              | 1R 6:20 腕ひしぎ十字固め                    | HERO'S 2007 ミドル級世界王者決定トーナメント決勝戦                                                          | 2007年9月17日  |
| ×    | ホイス・グレイシー                    | 5分3R終了 判定0-3                           | Dynamite!! USA                                                                                              | 2007年6月3日   |
| ○    | ユーリー・"PLAY BOY"・キセリオ        | 1R 1:26 腕ひしぎ三角固め                    | HERO'S 2007 開幕戦 〜名古屋初上陸〜                                                                         | 2007年3月12日  |
| －   | 秋山成勲                              | ノーコンテスト（秋山の反則行為）            | K-1 PREMIUM 2006 Dynamite!!                                                                                 | 2006年12月31日 |
| ○    | ケスタティス・スミルノヴァス          | 1R 6:41 腕ひしぎ十字固め                    | HERO'S 2006 ミドル&ライトヘビー級世界最強王決定トーナメント準々決勝 【ライトヘビー級トーナメント 準々決勝】 | 2006年8月5日   |
| ○    | 美濃輪育久                            | 1R 9:39 チキンウィングアームロック          | PRIDE 男祭り 2005 頂-ITADAKI-                                                                               | 2005年12月31日 |
| ○    | ケン・シャムロック                    | 1R 2:27 TKO（右ストレート）                 | PRIDE.30 STARTING OVER                                                                                      | 2005年10月23日 |
| ×    | ヒカルド・アローナ                    | 2R終了時 TKO（タオル投入）                  | PRIDE GRANDPRIX 2005 2nd ROUND 【ミドル級グランプリ 2回戦】                                                 | 2005年6月26日  |
| ○    | ユン・ドンシク                        | 1R 0:38 TKO（左フック→パウンド）            | PRIDE GRANDPRIX 2005 開幕戦 【ミドル級グランプリ 1回戦】                                                    | 2005年4月23日  |
| ○    | ニーノ・"エルビス"・シェンブリ        | 3R（10分/5分/5分）終了 判定3-0              | PRIDE GRANDPRIX 2004 2nd ROUND                                                                              | 2004年6月20日  |
| ×    | アントニオ・ホジェリオ・ノゲイラ      | 3R（10分/5分/5分）終了 判定0-3              | PRIDE SPECIAL 男祭り 2003                                                                                   | 2003年12月31日 |
| ○    | ケビン・ランデルマン                  | 3R 2:36 腕ひしぎ十字固め                    | PRIDE GRANDPRIX 2003 決勝戦                                                                                 | 2003年11月9日  |
| ×    | ヴァンダレイ・シウバ                  | 1R 5:01 KO（右フック）                      | PRIDE GRANDPRIX 2003 開幕戦 【ミドル級グランプリ 1回戦】                                                    | 2003年8月10日  |
| ×    | ニーノ・"エルビス"・シェンブリ        | 1R 6:07 TKO（膝蹴り）                       | PRIDE.25 | 2003年3月16日  |
| ○    | ジル・アーセン                        | 3R 2:08 腕ひしぎ十字固め                    | PRIDE.23 | 2002年11月24日 |
| ×    | ミルコ・クロコップ                    | 2R終了時 TKO（ドクターストップ：目の負傷）  | Dynamite! SUMMER NIGHT FEVER in 国立                                                                        | 2002年8月28日  |
| ×    | ヴァンダレイ・シウバ                  | 1R終了時 TKO（ドクターストップ：左肩脱臼）  | PRIDE.17 【PRIDE世界ミドル級王座決定戦】                                                                    | 2001年11月3日  |
| ○    | クイントン・"ランペイジ"・ジャクソン  | 1R 5:41 スリーパーホールド                  | PRIDE.15 | 2001年7月29日  |
| ×    | ヴァンダレイ・シウバ                  | 1R 1:38 TKO（サッカーボールキック）         | PRIDE.13 | 2001年3月25日  |
| ○    | ハイアン・グレイシー                  | 10分1R終了 判定3-0                          | PRIDE.12 | 2000年12月23日 |
| ○    | シャノン・"ザ・キャノン"・リッチ      | 1R 1:08 アキレス腱固め                      | PRIDE.11 | 2000年10月31日 |
| ○    | ヘンゾ・グレイシー                    | 2R 9:43 チキンウィングアームロック          | PRIDE.10 | 2000年8月27日  |
| ×    | イゴール・ボブチャンチン              | 1R終了時 TKO（タオル投入）                  | PRIDE GRANDPRIX 2000 決勝戦 【準決勝】                                                                      | 2000年5月1日   |
| ○    | ホイス・グレイシー                    | 6R終了時 TKO（タオル投入）                  | PRIDE GRANDPRIX 2000 決勝戦 【2回戦】                                                                       | 2000年5月1日   |
| ○    | ガイ・メッツァー                      | 1R終了時 TKO（試合放棄）                    | PRIDE GRANDPRIX 2000 開幕戦 【1回戦】                                                                       | 2000年1月30日  |
| ○    | ホイラー・グレイシー                  | 2R 13:16 チキンウィングアームロック         | PRIDE.8 | 1999年11月21日 |
| ○    | アンソニー・マシアス                  | 2R 2:30 腕ひしぎ十字固め                    | PRIDE.7 | 1999年9月12日  |
| ○    | エベンゼール・フォンテス・ブラガ      | 1R 9:23 腕ひしぎ十字固め                    | PRIDE.6 | 1999年7月4日   |
| ○    | ビクトー・ベウフォート                | 10分2R終了 判定4-0                          | PRIDE.5 | 1999年4月29日  |
| △    | アラン・ゴエス                        | 10分3R終了 時間切れ                         | PRIDE.4 | 1998年10月11日 |
| ○    | カーロス・ニュートン                  | 2R 5:19 膝十字固め                          | PRIDE.3 | 1998年6月24日  |
| ○    | ヴァーノン・"タイガー"・ホワイト      | 3R 6:53 腕ひしぎ十字固め                    | PRIDE.2 | 1998年3月15日  |
| ○    | マーカス・コナン                      | 1R 3:44 腕ひしぎ十字固め                    | UFC Japan: Ultimate Japan 【ヘビー級トーナメント 決勝】                                                     | 1997年12月21日 |
| －   | マーカス・コナン                      | 1R 1:51 無効試合（誤審）                    | UFC Japan: Ultimate Japan 【ヘビー級トーナメント 1回戦】                                                    | 1997年12月21日 |

### グラップリング
| 勝敗 | 対戦相手               | 試合結果              | 大会名                                                                           | 開催年月日     |
| △    | ギルバート・バーンズ   | 8分終了 時間切れ      | QUINTET ULTRA 【1回戦】 TEAM UFC vs TEAM PRIDE                                   | 2019年12月12日 |
| ○    | 五味隆典               | 5分終了 判定 2-1      | QUINTET FIGHT NIGHT4 in AKITA 秋田ねわざ祭 2019                                  | 2019年11月30日 |
| △    | ユライア・フェイバー   | 8分終了 時間切れ      | QUINTET.3 【1回戦】 TEAM Alpha Male vs TEAM SAKURABA                             | 2018年10月5日  |
| ×    | リッチー・マルティネス | 5:24 ギロチンチョーク | QUINTET.2 【決勝戦】 TEAM Reebok vs TEAM 10th Planet                             | 2018年7月16日  |
| △    | ダン・ストラウス       | 8分終了 時間切れ      | QUINTET.1 【決勝戦】 HALEO DREAM TEAM vs POLARIS DREAM TEAM                      | 2018年4月11日  |
| △    | 出花崇太郎             | 8分終了 時間切れ      | QUINTET.1 【1回戦】 HALEO DREAM TEAM vs JUDO DREAM TEAM                          | 2018年4月11日  |
| △    | フランク・シャムロック | 10分終了 時間切れ     | RIZINバンタム級トーナメント＆女子スーパーアトム級トーナメント 1st ROUND -秋の陣- | 2017年10月15日 |
| △    | ヘンゾ・グレイシー     | 20分終了 時間切れ     | Metamoris 5                                                                      | 2014年11月23日 |

### グラップリングタッグマッチ
| 勝敗 | 対戦相手                                            | 試合結果            | 大会名  | 開催年月日    |
| △    | ヴァンダレイ・シウバ&田村潔司 （パートナー:所英男） | 15分1R終了 時間切れ | RIZIN.1 | 2016年4月17日 |

### キングダム
| 勝敗 | 対戦相手               | 試合結果                 | 大会名                                        | 開催年月日     |
| ○    | ポール・ヘレラ         | 1:18 足首固め            | AMBITION                                      | 1997年12月14日 |
| ×    | 金原弘光               | 7:18 KO                  | BARTH TOUR'97                                 | 1997年12月8日  |
| ○    | 金原弘光               | 11:41 腕ひしぎ逆十字固め | BARTH TOUR'97                                 | 1997年12月2日  |
| ○    | 山本健一               | 5:52 アームロック        | BARTH TOUR'97                                 | 1997年11月19日 |
| ×    | 安生洋二               | 8:55 足首固め            | BARTH TOUR'97                                 | 1997年11月15日 |
| ○    | グレッグ・ダグラス     | 1:18 足首固め            | 新世界 NEW WORLD                              | 1997年11月3日  |
| ○    | 山本健一               | 7:18 腕ひしぎ逆十字固め  | BARTH TOUR'97 ワンナイト・トーナメント 決勝戦 | 1997年9月20日  |
| ○    | 金原弘光               | 4:15 TKO勝ち             | BARTH TOUR'97 ワンナイト・トーナメント 2回戦  | 1997年9月20日  |
| ○    | 松井駿介               | 2:14 チョークスリーパー  | BARTH TOUR'97 ワンナイト・トーナメント 1回戦  | 1997年9月20日  |
| ○    | モティ・ホレンスタイン | 11:18 腕ひしぎ逆十字固め | PRELUDE FOR THE WORLD                         | 1997年9月3日   |
| ×    | 佐野友飛               | 5:27 足首固め            | BARTH TOUR'97 ワンナイト・トーナメント 2回戦  | 1997年8月22日  |
| ○    | 安生洋二               | 2:11 腕ひしぎ逆十字固め  | BARTH TOUR'97 ワンナイト・トーナメント 1回戦  | 1997年8月22日  |
| ○    | オーランド・ウィット   | 6:01 スリーパーホールド  | BARTH Step3                                   | 1997年7月29日  |
| ×    | 安生洋二               | 11:17 ヒザ十字固め       | BARTH Step2                                   | 1997年6月20日  |
| ○    | 佐野友飛               | 7:53 アンクルホールド    | BARTH Step1                                   | 1997年5月4日   |

## タイトル歴
- 東日本学生春季新人戦 フリースタイル68 kg級優勝 [53]（1989年）
- UFC-Jヘビー級トーナメント優勝（1997年）
- 第54代GHCタッグ王座（パートナーは杉浦貴）

## 表彰
- 全国高校生グレコローマンスタイルレスリング選手権大会 68 kg級 3位（1987年）
- プロレス大賞 殊勲賞（1999年）
- プロレス大賞 最優秀選手賞（2000年）
- SHERDOG 殿堂入り（2014年）
- UFC殿堂入り（2017年）
- プロレス大賞 最優秀タッグチーム賞（2020年）

## 秋山成勲のオイル塗布問題
2006年12月31日に行われた秋山成勲戦にて、タックルで足を取った際に異常を感じ、秋山への金的攻撃で試合が止まった際にレフェリーへ「滑るんですけど」とのアピールや、格闘技では異例の「タイム」要求をするも試合は止まらず、パウンドの雨を浴びる中も「滑るって!!」「ふざけんなよ!!」など、猛抗議。しかし再三に渡る抗議も虚しく試合はTKO負け（試合を止めたのは主審の梅木良則ではなく平直行審判長と前田日明の判断によるゴングでのストップ）試合が終わったあとにようやくチェックが行われるものの、肝心の足へのチェックではなく、肩を少し撫でる程度で終えており、また、秋山自身はチェックの前にＴシャツを着ているセコンドに擦り付けるように抱き合っており、裁定は覆らなかった。試合後も桜庭は怒りは収まらず、舞台裏では「思いっきり抗議しますよ僕は!!」「信じられんわ!!」などと怒りをあらわにした。この試合について秋山は翌日の記者会見で「自分はひどい多汗症で、ウォームアップをすると握った手から汗が滴り落ちるほど汗が出る」と弁明。桜庭のタイム要求についても「試合中に対戦相手からタイムを要求されて「よしわかった」と攻撃を止める選手はいない」とコメント。また、試合出場時にはリングへの入場前に必ずボディチェックがされるが、この時はスタッフがイベントの流れをスムーズにさせるよう指示していたり、本人が道着を着て走って入場していたため、殆どチェックしていないことがのちに明らかとなった。
桜庭本人が自著『ぼく…』にて試合後の経緯を語っており、「グローブから常夏の甘い匂いがする」とサブレフェリーやスタッフへ嗅いでもらうよう促したが一人を除いた全員が「鼻が悪い」「タバコのにおいしかしない」と発言し、ただ一人の例外の人間も「誰にも言わないでください」と前置きしたうえで「甘い香りがする」と発言したため、桜庭は「味方は誰一人としていないんだと実感した」と語った。この試合についてはホイス・グレイシーも怒りを露わにし、セコンドにいた阪神タイガース投手の下柳剛も桜庭へ賛同する。そのあと、秋山が試合前にスキンクリーム（ワセリンやグリセリンが含まれている）を塗っている様子を撮影していたテープがあり、これが証拠となって2007年1月11日、都内ホテルにて主催者による会見が行われた。秋山はクリームについては「乾燥肌だったから塗っていた。反則だという認識はなかった」と発言しており、FEGも「カメラの前で堂々と塗っているので悪意はなく過失である」と判断。
しかし、HERO'Sルールでは試合前にはいかなるものも体に塗布してはならないと定めているため、試合は無効試合とされ、秋山のファイトマネーは全額没収となり、FEGが主催する大会への無期限出場停止処分が下される。この試合のレフェリーである梅木良則と、ほかの審判団も処分を受けることとなった。
秋山は桜庭に対して「桜庭さんの目を見て謝りたい。そして機会があったらもう一度笑って試合をしたい」と発言したが、桜庭は後に「彼は万引きおばちゃんと一緒でしょ? その場だけ謝って終わり。だから謝らなくていい。二度と会いたくない」と語っている。

## 得意技
基本的にはU系の関節技がメインだが、近年では従来のプロレス技やタッグでの連携技が主となっている。
腕ひしぎ十字固め
キムラロック（サクラバロック）
グラウンド状態で相手前方から片腕をチキンウィングアームロックに取り、首に足をかけて支点を作り絞り上げる関節技。
ゆりかもめ
グラウンド状態で掛ける複合関節技。かけた後、自ら身体をゆりかごのように揺らすことで更なるダメージを与えることから命名。
はずかし固め
正式名称は「レッグスプレッド（股裂き）」。相手は股を大きく開いて非常に恥ずかしい体勢になる。実はオリジナルはヴォルク・ハンで単なるパフォーマンスでなく、股裂きとして立派に効果がある。女子プロレスの同名技とは別もの。
モンゴリアンチョップ
幸せチョップ
ダブルチョップ。両手のシワとシワを合わせて幸せ。
炎のコマ
相手の片足を掴んでグルグル回ることによって相手の背中に摩擦によるダメージを与える。
サクラバードキック
猪木アリ状態で寝ている相手を飛び越え両足でのストンピング。
サソリ固め

### 合体技
ダブルインパクト
杉浦との合体技であるが、初公開は武藤とのタッグである。

## 決めポーズ
- NOAHでは、同じ大学の先輩である、ジャンボ鶴田のオー‼を乱用している。

## メディア出演

### コマーシャル
- 協和醗酵工業「スーパーレモン」
- キリンビール「ラガービール」
- オリコ「オリコカード」
- リクルート「フロム・エー」
- 東洋水産「緑のたぬき」
- トクホン「トクホンVダッシュ」
- マクセル「DVD-R」
- 宝酒造「ジパング」
- ユニクロ
- ドワンゴ「いろメロミックス」
- サミー「北斗の拳SE」
- 資生堂「uno」
- 久光製薬 「アレグラFX」サクラーバ役（2013年～）
- 自重堂「Jawin」イメージビジュアル。

### 映画
- 殴者（2005年）

### 吹き替え
- ムタフカズ -MUTAFUKAZ-（2018年） - エルデアボロ 役[55]

### テレビ
- 「39 LOVER'S」（さくらばーず）（東海テレビ）
  - 格闘技の選手としては異例の、レギュラーの冠番組。2001年1月9日 - 3月27日（全12回）、毎週火曜21:54 - 22:00。提供はスクウェア。団体ではなく、格闘技の選手個人のみにスポットを当てた中京広域圏ローカルのミニ番組。
  - プロフィール、得意技、人柄など「桜庭和志とは一体何者なのか？」という、云わば「桜庭和志徹底解剖」といった趣の内容であった。

### テレビドラマ
- 佐々木夫妻の仁義なき戦い 第7話（2008年、TBS）
- 減量ボクサー（2009年、BeeTV）

### パチスロ
- サクスロ（ラスター・2007年）

## 著書
- 『凄技 プロレスラー桜庭和志の反常識技術講座』（ベースボール・マガジン社、1999年7月） ISBN 4583040059
- 『ぼく。―桜庭和志大全集』（東邦出版、2000年4月） ISBN 4809402029
- 『格闘ボーダレス―最強を決める男たちの証言!』（ソフトガレージ、2000年5月） ISBN 4921068534
- 『桜庭和志のギミック―これが桜庭流PRIDE必勝法だ』（学習研究社、2000年12月） ISBN 4057000321
- 『さくぼん―桜庭和志公式マガジン』（ダブルクロス、2001年5月） ISBN 4898296513
- 『Comic&Document 桜庭和志』（講談社、2001年7月） ISBN 4063344355
- 『まるごと桜庭和志―ゴング格闘技1999-2001編』（日本スポーツ出版社、2001年10月） ISBN 4930943531
- 『WORKS―Special edition』（フォーブリック、2001年12月、共著） ISBN 4894616688
- 『帰ってきたぼく。』（東邦出版、2002年8月） ISBN 4809402835
- 『ぼく…。』（東邦出版、2007年6月） ISBN 4809406288
- 『独創力。』（創英社、2009年11月） ISBN 4881421883
- 『考えずに、頭を使う』（PHP研究所、2012年8月11日）ISBN 4569802370
- 『桜庭和志COMPLETE―20TH ANNIVERSARY』（ベースボール・マガジン社、2013年9月3日）ISBN 4583620268
- 『哀しみのぼく。』（東邦出版、2014年8月1日） ISBN 4809412385
- 『2000年の桜庭和志』（柳澤健著、文藝春秋、2020年2月27日）ISBN 4163911731

## ビデオ
- 『PRIDE GP2000桜庭和志☓ホイス・グレイシー死闘1時間47分完全収録』　(2000年6月30日メディアファクトリー・フジテレビ映像企画部ZMVZ-1108

### 映像資料
1. ↑  総合格闘家　桜庭和志、参上！. 秋田ケーブルテレビCNAのYouTubeチャンネル. 25 October 2019.